# Metrolijn 1 (Boekarest)
Metrolijn 1 werd in 1979 in gebruik genomen als eerste metrolijn in Boekarest. De op kaarten met geel aangegeven lijn telt 22 stations en heeft een lengte van 31,8 km, waarmee het de langste lijn van het net is. Lijn 1 begint in station Dristor 2, vormt een ring om het centrum en buigt vervolgens af naar het noordoosten tot station Republica; station Dristor wordt daarbij een tweede maal aangedaan. Tussen de stations Republica en Pantelimon bestaat een pendeldienst.
Overstapmogelijkheden binnen het metronet bestaan op de stations Piața Victoriei (M2), Gara de Nord (M4), Basarab (M4), Eroilor (M3 en M5) en Piața Unirii (M2). Op de stations Gara de Nord en Republica kan worden overgestapt op de spoorwegen.
De treinen op de M1 rijden overdag met een frequentie van tien minuten, in de spits rijdt er iedere acht minuten een trein. Na zeven uur 's avonds wordt een twaalfminutendienst onderhouden.

## Geschiedenis
Op 16 november 1979 opende de lijn tussen Semănătoarea en Timpuri Noi. Van 1981 tot 1989 werd het oorspronkelijke traject in beide richtingen verlengd, waardoor uiteindelijk een b-vormige lijn met een aftakking naar het zuidwesten ontstond. De M1 bediende aanvankelijk beide takken van de lijn, maar tegenwoordig wordt alleen het traject Dristor 2 - Republica door M1 bereden; de zuidwestelijke tak van Eroilor naar Industriilor is nu een zelfstandige lijn (M3).
Oorspronkelijk werd de lijn aangeduid met een rode kleur, en werd de gele kleur voorbehouden voor M3. Dit wisselde in 2009.
Het onderstaande schema toont de openingsdata van de trajecten die tot de huidige M1 behoren.

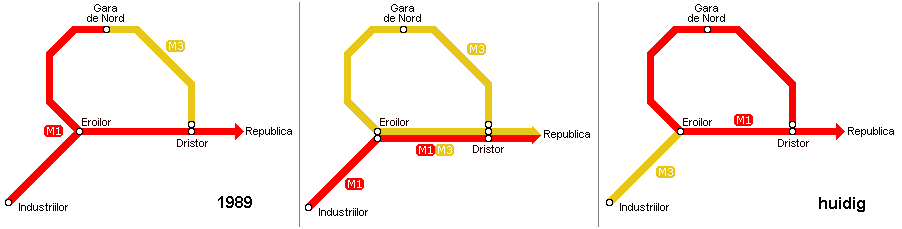
Route van M1 van 1989 tot nu

| Traject/station                           | Openingsdatum    | Lengte  | Stations |
| ----------------------------------------- | ---------------- | ------- | -------- |
| Semănătoarea - Timpuri Noi                | 16 november 1979 | 8,63 km | 6        |
| Timpuri Noi - Republica                   | 28 december 1981 | 10,1 km | 6        |
| Crângași - Semănătoarea                   | 22 december 1984 | 0,97 km | 1        |
| Gara de Nord - Crângași                   | 25 december 1987 | 2,83 km | 1        |
| Dristor 2 - Gara de Nord                  | 17 augustus 1989 | 7,8 km  | 6        |
| Republica - Pantelimon                    | 15 januari 1990  | 1,43 km | 1        |
| Basarab (toegevoegd aan bestaand traject) | 1992             | n.v.t.  | 1        |